# Búzi (folyó)
A Búzi folyó (portugál: Rio Búzi) egy folyó Mozambikban. A Búzi kelet felé folyik Manica és Sofala tartományokon át, majd a Mozambiki-csatornába ömlik Beirától nyugatra, tölcsértorkolattal.
A Búzi folyó 250 km hosszú, árterülete 31 000 km². Éves átlagos vízhozama 79 m³/s a torkolatánál.
Gyakran okoz árvizeket, a nagyobb Pungwe folyóval együtt.